# Dalian Shide Siwu FC
Dalian Shide Siwu Football Club was een Singaporese voetbalclub uit Singapore. De club werd door de Chinese club Dalian Shide opgericht in 2008. Dit om de jeugdspelers van Dalian Shide veel grote wedstrijden te laten spelen. De thuiswedstrijden werden in het Queenstown Stadium gespeeld, dat plaats biedt aan 5.000 toeschouwers. De clubkleuren waren blauw-wit.
De club was een van de drie buitenlandse clubs in de S-League, samen met het Japanse Albirex Niigata FC en het Zuid-Koreaanse Super Reds FC.